# Gala Évora
Gala Évora (Sanlúcar de Barrameda, Cádiz, 8 de febrero de 1983) es una cantante de flamenco y actriz española.

## Biografía
Évora nació en el seno de una familia de artistas. Su padre, José Miguel Évora, era productor musical, y su tío era el guitarrista Manolo Sanlúcar. Tenía solo ocho años cuando debutó en el cine, gracias a un pequeño papel en El día que nací yo (Pedro Olea, 1991), cinta hecha para el lucimiento de Isabel Pantoja.
Creció escuchando a artistas como Carmen Linares, Enrique Morente, Camarón de la Isla o Falete, a quienes hacía los coros. Pero el éxito le llegó con Papá Levante, grupo descubierto por el productor José Luis de Carlos y compuesto por María, Pao, Iren, Sonia, Sandra y la propia Gala Évora.
Sacaron su primer disco, Tomalacaté, a finales del año 2000, consiguiendo gran popularidad gracias a la canción «Me pongo colorada» que fue todo un éxito, a la que siguieron otros sencillos como «Practicar Se*o»  y «Me llamas loca». En 2003 salió al mercado Sopla levante, un álbum que tuvo dos sencillos, «Comunicando» y «Gorda». La trayectoria de Papá Levante se cerró en 2005, con el lanzamiento de su tercer disco Pa ti, pa mí, cuyo primer sencillo se titulaba «Chiquilla».
A partir de ese momento, se centró en su carrera cinematográfica, asumiendo el papel de Lola Flores en Lola (Miguel Hermoso, 2007), cinta por la que estuvo nominada al premio Goya a la Mejor Actriz Revelación.
Agua y luz es su primer disco en solitario. Incluye seis canciones de Carlos Sanlúcar, así como versiones de Salif Keïta, Quique González, Lila Downs y Luis Pastor. El álbum comienza con la canción «Al otro lado del mundo», para continuar con «Tengo un amor», una apuesta por la sencillez y la calidad. «Sabré que eres tú», un acercamiento sutil y ensoñador a Brasil; «Agua de rosas», compuesta por la mexicana Lila Downs, y «Quiero volar», un acercamiento al flamenco a través de una voz llena de matices, son otras de las propuestas.

## Discografía
En solitario
- Agua y Luz, 2008,

Papá Levante
- Tomalacaté (2000)
- Sopla Levante (2003)
- Pa ti pa mi (2005)

## Cine
- El día que nací yo, 1991
- Lola, 2007
- Madre Amadísima, 2010

## Series
- Mar de plástico, 2015-2016
- La que se avecina, 1 Capítulo, 2020
- Centro Médico Rtve
- Arrayán Canalsur TV

- Datos: Q274108